# Floore
Floore är en ö i Finland.   Den ligger i kommunen Nystad i den ekonomiska regionen Nystadsregionen och landskapet Egentliga Finland, i den sydvästra delen av landet, 200 km väster om huvudstaden Helsingfors.
Terrängen på Floore är mycket platt.  I omgivningarna runt Floore växer i huvudsak barrskog.